# ارنست کرجیوس
ارنست کرجیوس (انگلیسی: Ernst Krogius; ۶ ژوئن ۱۸۶۵ – ۲۱ سپتامبر ۱۹۵۵) قایقران، اهالی کسب‌وکار، وکیل، و قایقران قایق بادبانی اهل فنلاند بود.